# Idriz Gjilani
Idriz Gjilani, född den 4 juni 1901 i Gjilan i Osmanska Albanien (i Osmanska riket), död den 26 november 1949, var en kosovoalbansk imam, politiker och militär.
Idriz Gjilani fick religiös skolning i Gjilan och blev imam i hemorten och ulama i den islamiska församlingen i Vakuf i Skopje. Åren före och under andra världskriget utövade han stort inflytande i sydöstra Kosovo och hans namn var känt över hela Jugoslavien. I augusti 1943 ledde han parlamentariska styrkor för att motstå bulgariska och serbiska trupper i Kosovo och för att bevara "det etniska Albanien" (synonymt med Storalbanien). Våren 1944 intog den kommunist-jugoslaviska befrielsearmén Kosovo. Idriz Gjilani fick leva i underjorden men fångades till slut av den jugoslaviska underrättelsetjänsten och mördades.